# Héctor Jiménez
Héctor Jiménez Gudiño, el Conan. (Guadalajara, Jalisco, 13 de diciembre de 1973) es un actor y comediante mexicano.

## Biografía y carrera
Jiménez trabajó en una compañía de teatro en Tijuana durante ocho años antes de trasladarse a la Ciudad de México, donde trabajó como un payaso de teatro para una empresa suiza. En 2006, obtuvo su papel más reconocido hasta la actualidad, interpretando a Steven "Esqueleto" en la película Nacho Libre, protagonizada por Jack Black. En 2007, interpretó a El Señor Tumnus en la película Epic Movie, parodia de Las crónicas de Narnia, y a un cajero en Wild Hogs. Ese mismo año, fue nominado en los MTV Movie Awards a la "Mejor escena de lucha", junto a Jack Black y Los Duendes.
En 2008, protagonizó el filme Navidad S.A., junto a Pedro Armendáriz Jr. y Alejandra Ambrosio, en el papel de Chícharo. En 2010, participó en la cinta de Luis Estrada El Infierno, como "Pancho Pistolas". En 2012 interpretó a Juan "el joven" en el filme de Joseph de Vandario, 2 jóvenes y 1 perro.

## Filmografía

### Televisión
- ¿Quién mató a Sara? (2021) — Elroy Silva
- Run Coyote Run (2017) — Güevin
- El albergue (2012) — Búlgaro Antonio

### Cine
• El Candidato Honesto (2024)
• Un mexicano en la luna (2024)
- Welcome al norte[1] (2023)
- La gran seducción (2023) — Jorge[2][3]
- Guerra de Likes (2021) — Julio
- Ruta Madre (2019) — Caminante
- Justice for All (2018) — Marcos & Pedro
- Traición (2019) — Caminante
- Cómo filmar una XXX (2017) — Hector Troncoso
- Sueño en Otro Idioma (2017) — Santiago
- Guatdefoc (2016)
- Compadres (2016) — Guasa
- Cambio de ruta (2014)
- Fashon Models (2014) — El Charal
- Besos de azúcar (2013)
- El Santos contra la Tetona Mendoza (2012) — El Cabo
- Marcelo (2012) — Julio
- Cellmates (2011) — Emilio Ortiz
- Suave patria (2011) — Sargento Pánfilo Pedraza
- Pastorela: Batalla épica entre el bien y el mal (2010) — Muchacho poseído
- El Infierno (2010) — "Pancho Pistolas"
- Sin nombre (2009) — "Leche" / Hombre herido
- Gentlemen Broncos (2009) — Lonnie Donaho
- Ernesto (2008) — Hilario
- Navidad SA. (2008) — "Chícharo"
- Killer Pad (2007)  — Angel
- Wild Hogs (2007) — Empleado de la tienda
- Epic Movie (2007) — Mr. Tumnus
- La Ventana de Luciano (2006)
- Nacho Libre (2006) — Steven/"Esqueleto"
- Punto de fuga (2006) — Héctor
- Voces Inocentes (2004) — "Ratón"
- Mezcal (2004) — Borracho joven